# Gare de Pontefract Baghill
La gare de Pontefract Baghill est une gare ferroviaire du Royaume-Uni, située dans la ville de Pontefract, Yorkshire de l'Ouest en Angleterre. 
Les services à partir de Pontefract Baghill sont opérés par Northern Rail.